# Vignale Monferrato
Vignale Monferrato (Vignà o Avgnà in piemontese) è un comune italiano di 934 abitanti della provincia di Alessandria in Piemonte, situato sulle colline del Monferrato sulla sinistra del torrente Grana.

## Storia
Citato in un diploma del Barbarossa del 1164, fu feudo degli Aleramici di Monferrato, che vi edificarono un castello. Passò quindi ai Paleologi, che ne ampliarono le fortificazioni e promossero la costruzione del complesso dei Servi di Maria (XV secolo). Fu infine feudo dei conti Callori, che ne mantennero il possesso fino all'Ottocento.
Oggetto di scontri e devastazioni durante le guerre di successione del Monferrato, fu sconvolto anche da un'epidemia di peste nel 1691.
Nel 1703 entrò con tutto il Monferrato nei domini di casa Savoia.

### Simboli
Stemma
(D.P.R. del 2 febbraio 2001)
Gonfalone
(D.P.R. del 2 febbraio 2001)
Bandiera
(D.P.R. del 25 marzo 2009)

## Monumenti e luoghi d'interesse
La chiesa di San Bartolomeo Apostolo è un imponente edificio costruito nel Settecento-Ottocento, ha una facciata monumentale con un imponente pronao classicheggiante. Il piazzale a occidente consente una magnifica veduta sulle colline del Monferrato. All'interno si conservano affreschi di Luigi Morgari e un crocifisso del XVI secolo. Di interesse è anche la quattrocentesca Chiesa della Beata Vergine Addolorata. Palazzo Callori, residenza dei signori di Vignale, fu costruito nel XV secolo e venne ampliato nel XVIII. Ha un'imponente scalinata che lo congiunge con il giardino sottostante. È sede dell'Enoteca Regionale del Monferrato e fa parte del circuito dei "Castelli Aperti" del Basso Piemonte.

## Società

### Evoluzione demografica
Il comune ha perso i due terzi della popolazione residente in cento anni, a partire dall'anno 1911. Attualmente i colombiani residenti a Vignale Monferrato sono 18, quasi tutti legati da vincoli di parentela e giunti dalla Colombia grazie a don Pier Luigi Acuto, parroco della chiesa di San Bartolomeo.
Abitanti censiti

## Cultura

### Eventi
A Vignale, si svolgeva ogni anno un significativo appuntamento culturale denominato "Vignale Danza": una manifestazione estiva nel corso della quale si esibiscono compagnie di ballo provenienti da tutto il mondo. Dall'estate 2015 viene organizzato il Vignale Monferrato Festival

## Infrastrutture e trasporti
Fra il 1888 e il 1935 la località era servita da una stazione posta lungo la tranvia Altavilla-Casale Monferrato.

## Amministrazione
Di seguito è presentata una tabella relativa alle amministrazioni che si sono succedute in questo comune.
| Periodo          | Periodo         | Primo cittadino | Partito                            | Carica  | Note  |
| ---------------- | --------------- | --------------- | ---------------------------------- | ------- | ----- |
| 4 giugno 1985    | 22 maggio 1990  | Luigi Quartero  | Democrazia Cristiana               | Sindaco | [ 8 ] |
| 22 maggio 1990   | 5 novembre 1991 | Vittorio Spada  | Partito Comunista Italiano         | Sindaco | [ 8 ] |
| 13 novembre 1991 | 24 aprile 1995  | Paolo Ruschena  | Partito Comunista Italiano         | Sindaco | [ 8 ] |
| 24 aprile 1995   | 14 giugno 1999  | Paolo Ruschena  | sinistra                           | Sindaco | [ 8 ] |
| 14 giugno 1999   | 14 giugno 2004  | Paolo Ruschena  | lista civica                       | Sindaco | [ 8 ] |
| 14 giugno 2004   | 8 giugno 2009   | Ernesta Corona  | lista civica Grande Vignale        | Sindaco | [ 8 ] |
| 8 giugno 2009    | 26 maggio 2014  | Ernesta Corona  | lista civica Grande Vignale        | Sindaco | [ 8 ] |
| 26 maggio 2014   | 26 maggio 2019  | Franco Ferrari  | lista civica Progetto Vignale      | Sindaco | [ 8 ] |
| 26 maggio 2019   | 9 giugno 2024   | Ernesta Corona  | lista civica Grande Vignale sempre | Sindaco | [ 8 ] |
| 9 giugno 2024    | in carica       | Ernesta Corona  | lista civica Grande Vignale sempre | Sindaco | [ 8 ] |

## Galleria d'immagini

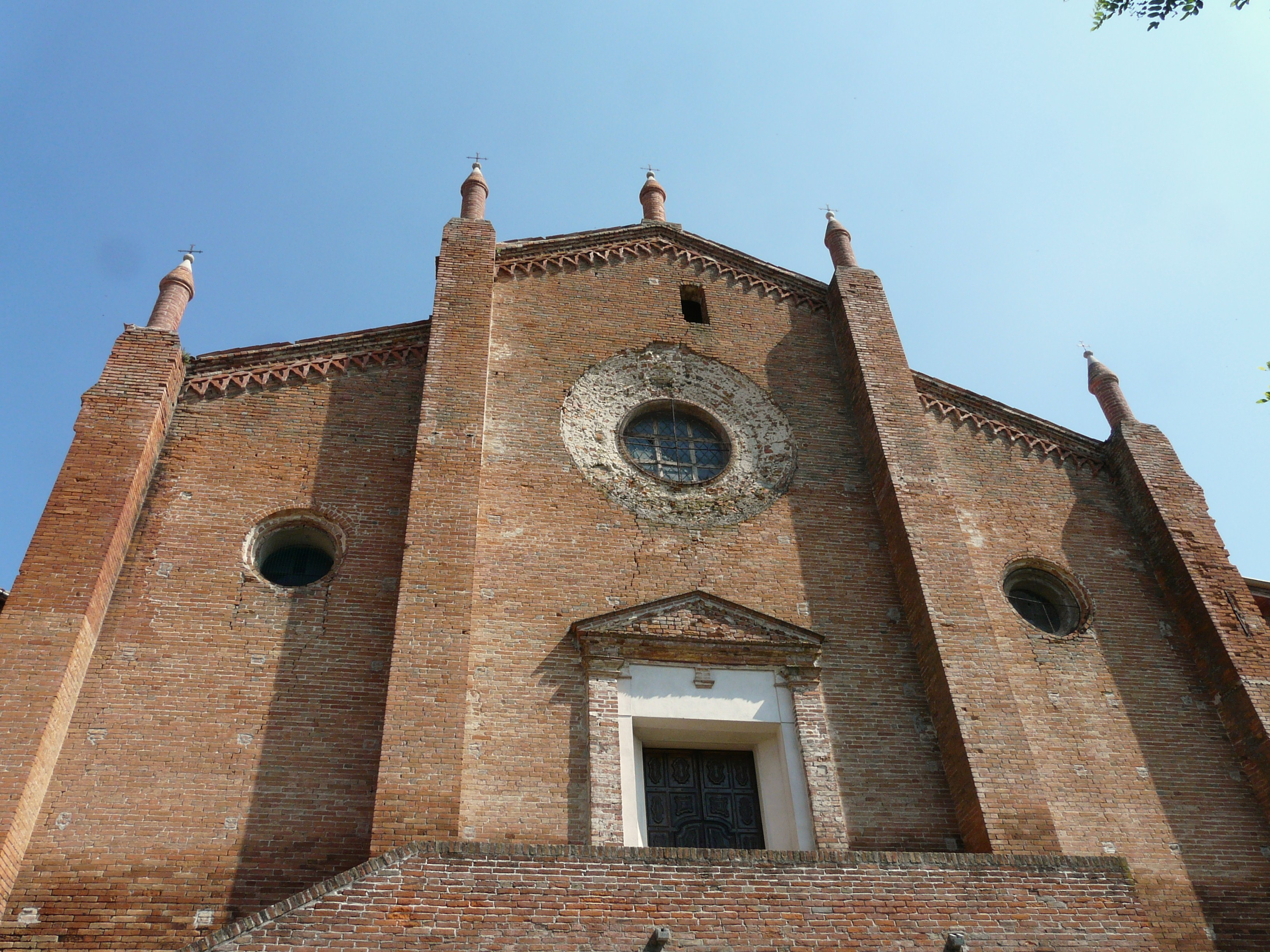
Chiesa della Beata Vergine Addolorata
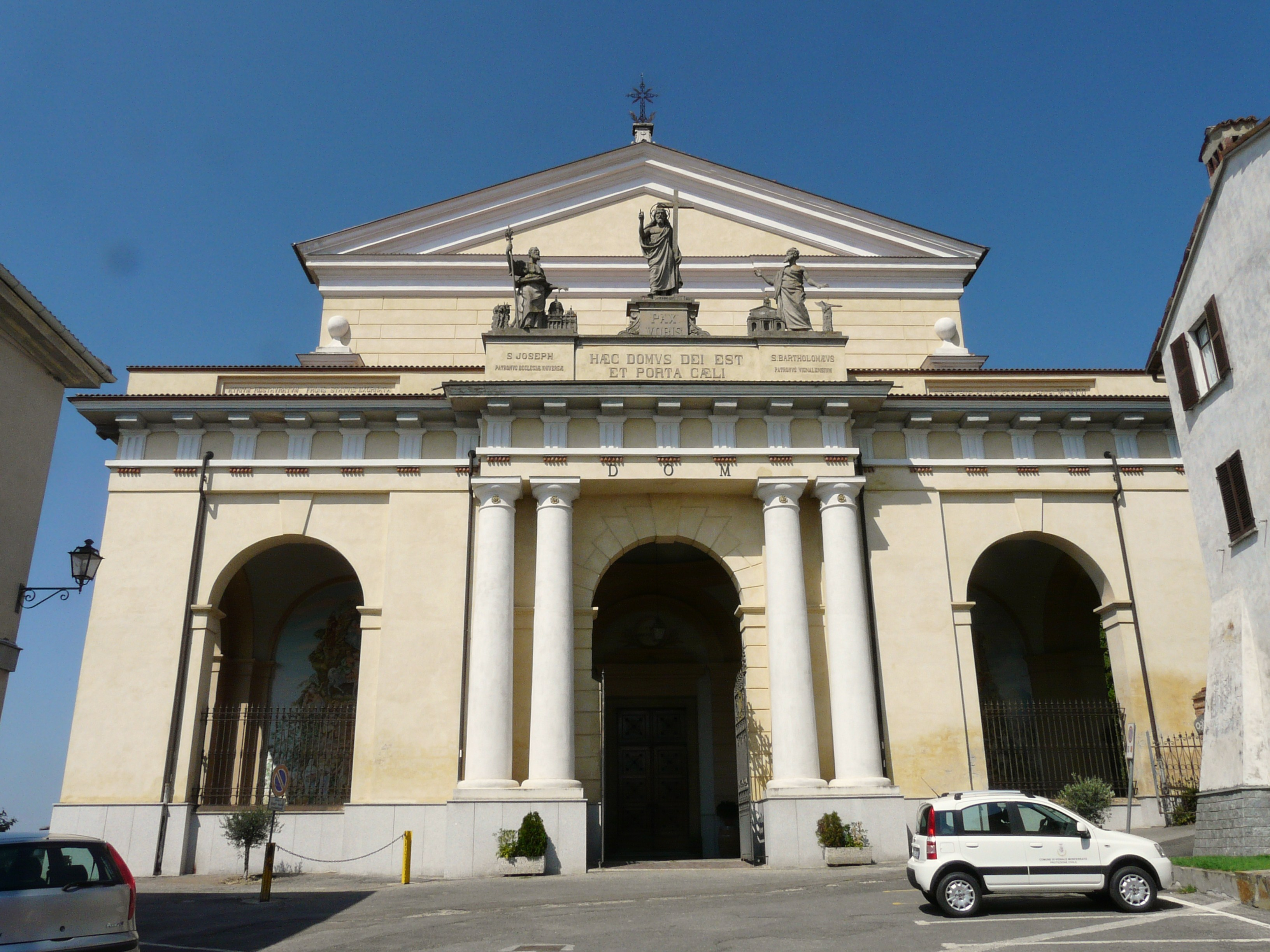
Chiesa di San Bartolomeo
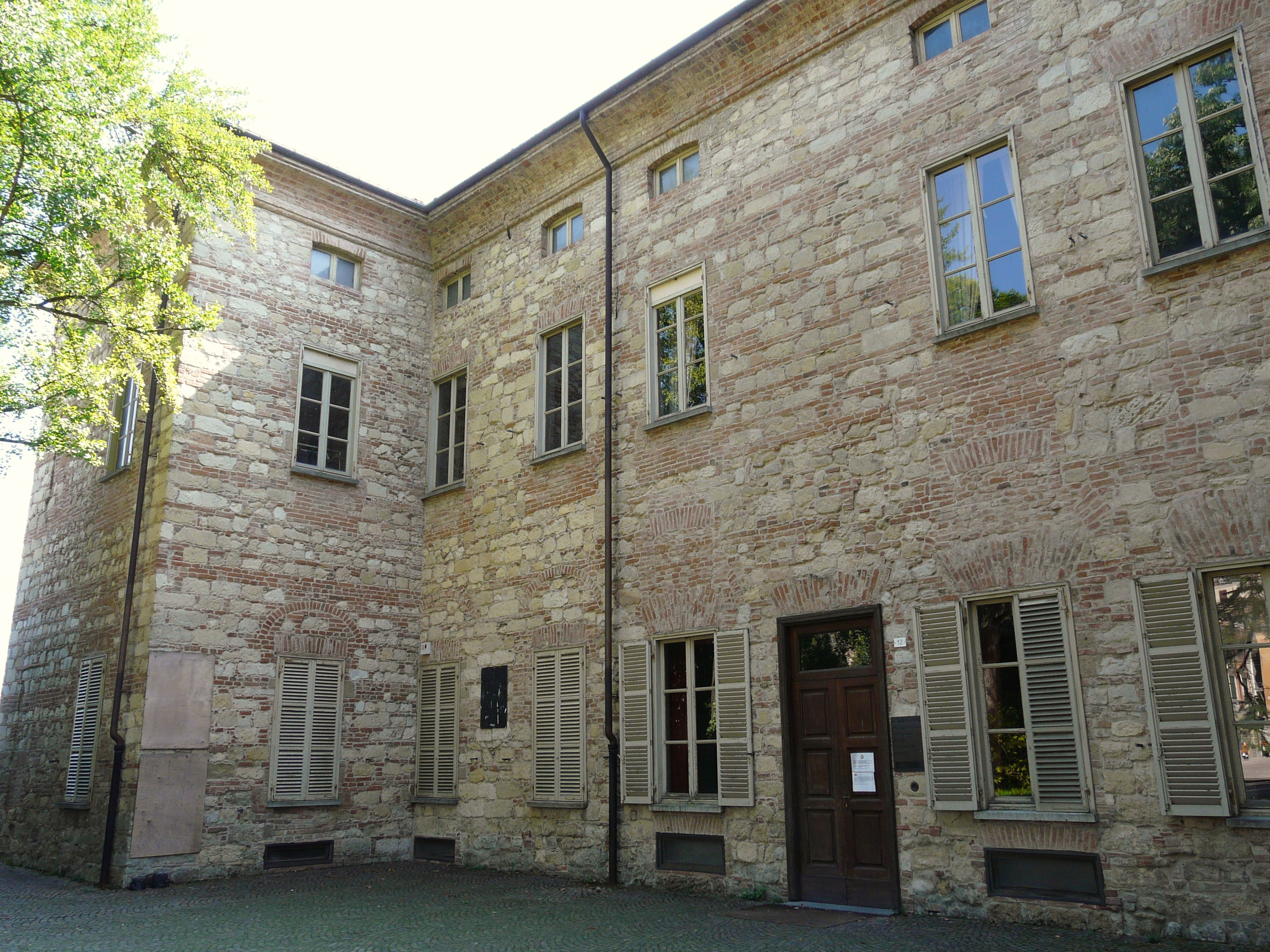
Palazzo Callori
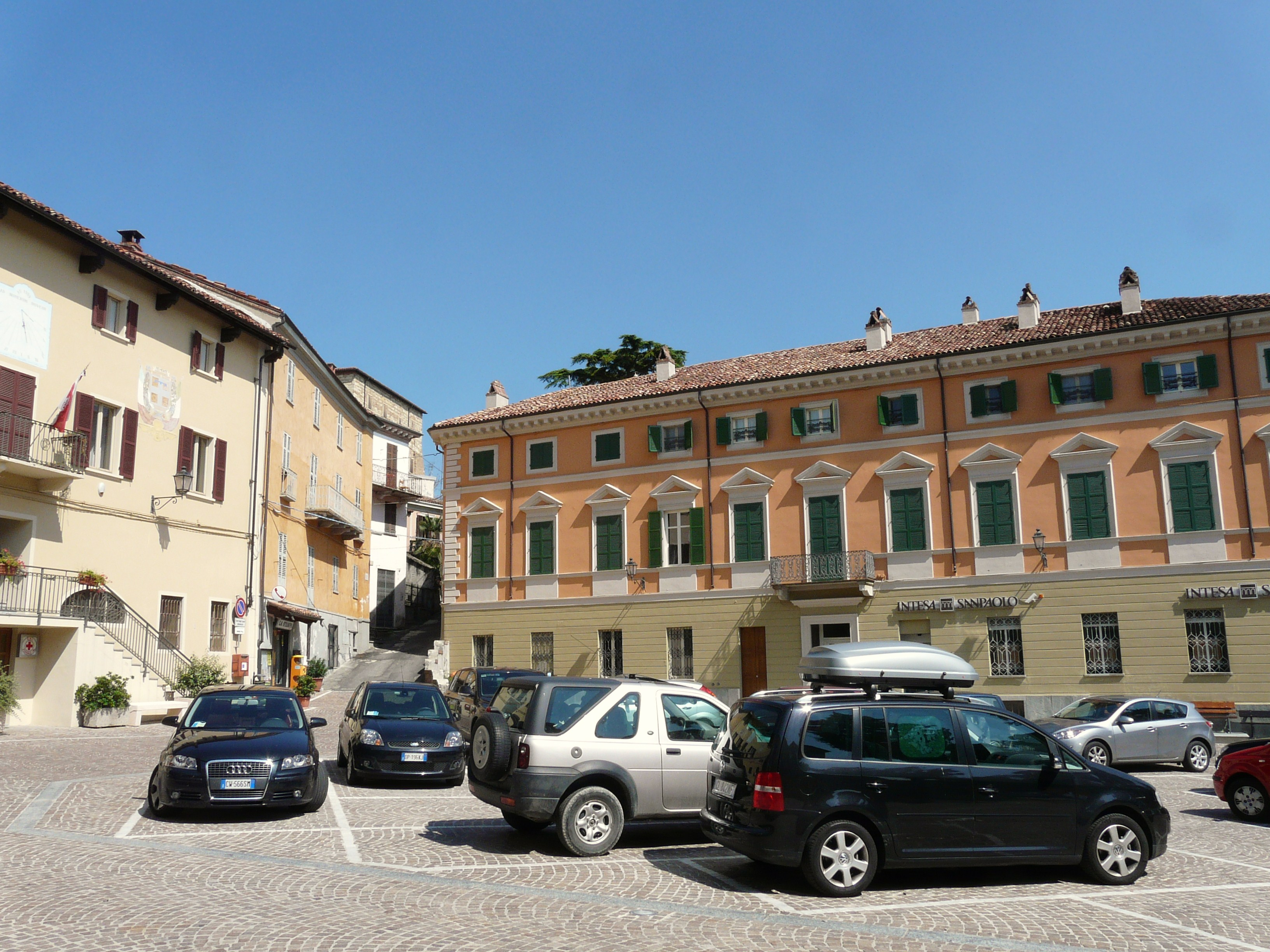
Piazza del Popolo, sulla sinistra il palazzo municipale
Gonfalone comunale
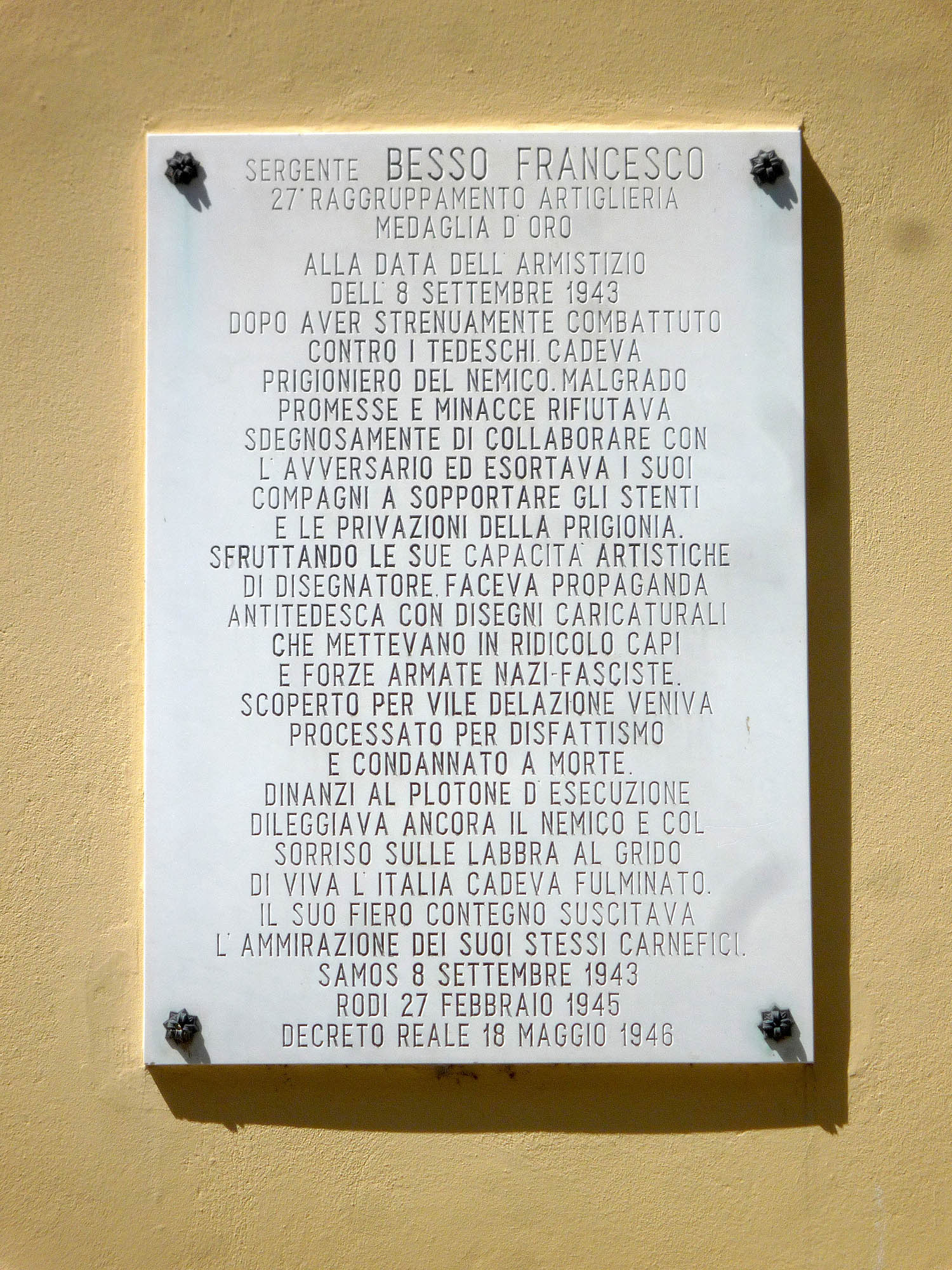
Memoria del partigiano Francesco Besso